# Polyembryonie
Polyembryonie ist eine Form der ungeschlechtlichen Vermehrung. Bei Samenpflanzen wird damit die Bildung von mehreren Embryonen in einer Samenanlage bzw. in einem Samen bezeichnet. Diese lose Definition umfasst mehrere unterschiedliche Bildungsarten der Embryonen. Bei Tieren bezeichnet dies die Bildung von eineiigen Mehrlingen.

## Botanik
Bei der eigentlichen Polyembryonie entstehen die Embryonen alle aus einer einzigen Zygote. Dies tritt häufig bei Gymnospermen auf. Dabei entwickelt sich allerdings meist nur ein Embryo bis zur Reife weiter.
Weiter gibt es sporophytische Polyembryonie, bei der sich die Embryonen aus dem Gewebe des mütterlichen Sporophyten entwickeln, aus dem Nucellus oder dem Integument, oder aus der Zygote, dem Proembryo oder aus Suspensor-Zellen. Gametophytische Polyembryonen entstehen aus anderen Zellen des Embryosacks als der Eizelle. Dies sind die Synergiden oder die Antipodenzellen.
Bei Pinus und einigen Podocarpaceae spaltet sich der Suspensor in vier Teile auf, sodass vier Embryonen entstehen. Bei Gnetum gibt es mehrere Eizellen und damit Zygoten pro Samenanlage, zusätzliche Embryonen entstehen aus jeder Zygote durch Verzweigung der primären wie der sekundären Suspensoren. Meist entwickelt sich pro Same jedoch nur ein reifer Embryo. Bei Ephedra teilt sich die Zygote dreifach, aus den entstehenden acht Zellen entstehen meist drei bis fünf Embryonen.
Bei den Angiospermen tritt Polyembryonie in etlichen Familien auf. In der Gattung Citrus tritt sie regelmäßig auf, bei manchen Arten in fast jeder Samenanlage. Adventivembryonen, die aus dem Nucellus entstehen, die Nucellarembryonie, sind häufiger als solche aus dem Integument. Sie tritt bei vielen Dikotylen auf und bei einigen Monokotylen (Liliaceae, Amaryllidaceae, Orchidaceae, Araceae, Poaceae). Integument-Embryonen treten überwiegend bei Dikotylen auf, unter den Monokotylen nur bei Liliaceae und Amaryllidaceae. Bekannte Beispiele für Polyembryonie sind neben Citrus, Mangifera, Opuntia, Nicotiana, Funkia, Lilium, Erythronium, Allium und Poa.
Als Pseudopolyembryonie wird die Bildung von je einem Embryo aus mehreren Eizellen bzw. Embryosäcken in einer Samenanlage bezeichnet. Dies ist etwa von Trifolium, Rosa und Saxifraga bekannt.

## Zoologie
Die Zygote zerfällt in einem sehr frühen ein- oder mehrzelligem Stadium in mehrere Tochterkeime. Diese sind genetisch identisch.
Polyembryonie tritt bei einigen Wirbellosen wie z. B. Moostierchen, Regenwürmern, einigen Arten der Schlupfwespen, bei Gürteltieren und gelegentlich auch bei anderen Säugetieren wie auch dem Menschen auf. Dabei entstehen eineiige Mehrlinge.

## Belege
- Arthur J. Eames: Morphology of the Angiosperms. McGraw-Hill, New York 1961, OCLC 327546, S. 345–347. (Botanik)
- Gertrud Scherf: Wörterbuch Biologie. dtv, 1997, ISBN 3-423-32500-3.
- W. Westheide, R. Rieger: Spezielle Zoologie. Teil 1: Einzeller und wirbellose Tiere. Gustav Fischer Verlag, Stuttgart / Jena / New York 1996, ISBN 3-437-20515-3.